# Дубув
Дубув (пол. Dubów) — село в Польщі, у гміні Ломази Більського повіту Люблінського воєводства. Населення — 490 осіб (2011).

## Історія
За даними етнографічної експедиції 1869—1870 років під керівництвом Павла Чубинського, у селі переважно проживали греко-католики, які розмовляли українською мовою.
У 1975—1998 роках село належало до Білопідляського воєводства.

## Демографія
Демографічна структура станом на 31 березня 2011 року:
|          | Загалом | Допрацездатний вік | Працездатний вік | Постпрацездатний вік |
| -------- | ------- | ------------------ | ---------------- | -------------------- |
| Чоловіки | 238     | 51                 | 150              | 37                   |
| Жінки    | 252     | 55                 | 132              | 65                   |
| Разом    | 490     | 106                | 282              | 102                  |